# Samantha Mostyn
Samantha Mostyn (ur. 13 września 1958 jako Samantha Rogers)- polityk australijska. Ukończyła prawo i sztukę na Australijskim Uniwersytecie Narodowym. Działaczka na rzecz równości płci, ochrony środowiska naturalnego oraz pojednania ze społecznością aborygeńską. Odznaczona Orderem Australii (2021) w randze Oficera. 3 kwietnia 2024 zatwierdzona przez Karola III na stanowisko gubernator generalnej, z rekomendacji premiera Anthony Albanese. Zaprzysiężona na stanowisko 1 lipca 2024.